# Sisowath
Sisowath (khmer: ព្រះបាទស៊ីសុវតិ្ថ), född 7 september 1840 i Battambang i Kambodja, död 9 augusti 1927  i det kungliga palatset i Phnom Penh, var kung av Kambodja mellan 1904 och 1927, då han avled. Han var son till Ang Duong den store av Kambodja och bror och arvtagare till kung Norodom.

## Biografi
Prins Sisowath föddes vid det kungliga hovet i Battambang med namnet "Ang Sar". som andre son till kung Ang Duong, under en tid när stora delar av Kambodja var en vasallstat under de båda grannländerna Vietnam och Thailand, och hans far kung Ang Duong och hovet vid Battambang styrdes från Thailand. Sisowath och hans äldre bror Norodom skickades av sin far Ang Duong till Bangkok för att studera, och bröderna växte upp med den Thailändska kungafamiljen.
Till skillnad från sin bror Norodom, återvände inte Sisowath till Kambodja förrän efter sin fars död 1860, när han på uppdrag av thailändske kungen skickades till Kambodjas gamla huvudstad Oudong för att häva ett uppror startat av sin halvbror prins Si Votha, vars avsikt var att erövra tronen. Sisowath lyckades med hjälp av thailändska styrkor att besegra So Votha, och hans äldre bror Norodom valdes till kung av Kambodja.
Snart utbröt emellertid nya uppror, och Frankrike erbjöd Kambodja 1863 sitt beskydd, med villkor att Kambodja accepterade att bli ett franskt protektorat som en del av det Franska Indokina, vilket Norodom accepterade, varpå fransmännen drev ut thailändska styrkor från Kambodja. Sisowath ogillade broderns överenskommelse och flyttade 1864 till Saigon där han levde i exil, men under Frankrikes kontroll.
Frankrike utnyttjade de båda bröderna i ett maktspel, och lät Norodom veta att om han ifrågasatte Frankrikes order, så kunde de byta ut honom mot hans bror. 1867 startade ett rebelluppror mot Frankrike i Kambodja , och Norodom skickade bud till Sisowath och bad honom återvända till Kambodja och hjälpa till med att häva upproret, vilket Sisowath biföll, och upproret kvästes.
1884 tog Frankrike total kontroll över Laos, och i viss uträckning också över Vietnam, och tvingade Norodom att motvilligt skriva under ett avtal, där han lät Frankrike få kontroll över statsfinanserna, skatter och statliga institutioner. Olika franska krigssegrar gav 1887 upphov till bildningen av Franska Indokina där de olika länderna blev delar av ett storfranskt kolonialvälde. 1893 blev Kambodja koloni under Frankrike och huvudstaden flyttades från Oudong till Phnom Penh, med stöd av den franskvänlige Sisowath.
En tid före sin död utsåg Norodom sin son Yukanthor att få ärva hans krona, men Yukanthor hade en konflikt med fransmännen, vilka förhindrade detta val av tronarvinge. Fransmännen flyttade huvudstaden från Oudong till Phnom Penh utan att Norodom kunde förhindra det och fransmännen tvingade också Norodom att ge upp buddhismen, och bli kristen. De förändrade aktivt traditionerna i landet, och lyckades få folket att inta en mer europeisk prägel, samt blev underlydande till en fransk guvernör,  Henri Félix de Lamothe.
Efter detta stödde Frankrike Norodoms franskvänlige halvbror Sisowath, att bli kung i Kambodja, varvid Norodom flydde i exil till Thailand, där han avled av cancer i Bangkok den 24 april 1904.
Samma dag valdes Samdach Oppareach Preah Sisowath till kung av Kambodja till förmån för Norodoms son Yukanthor, och kröntes med namnet Preah Bat Samdech Preah Sisowath Chamchakrapong Hariréach Barminthor Phouvanay Kraykéofa Soulalay Preah Chau Krong Kampuchea Thippadey (khmer: ព្រះបាទសម្តេចព្រះស៊ីសុវត្ថិ ចមចក្រពង្ស ហរិរាជបរមិន្ធ្រភូវណៃ ក្រៃកែវហ្វាសុឡាឡៃ ព្រះចៅក្រុងកម្ពុជាធិបតី).
Sisowath fortsatte Norodoms franskvänliga regering och belönades med ett nytt palats i Phnom Penh, en ångdriven lustjakt och en årlig tilldelning av 250 lbs (114 kg) opium.
1927 avled Sisowath i Phnom Penh med det postuma namnet Preah Karuna Preah Sisowath Preah Reacheanukot.
Hans 52-årige  son, kronprins Sisowath Monivong kröntes som ny kung.

## Galleri

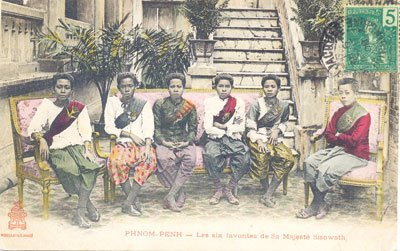
Några av kung Sisowath av Kambodias hovdamer i slutet av 1800-talet.
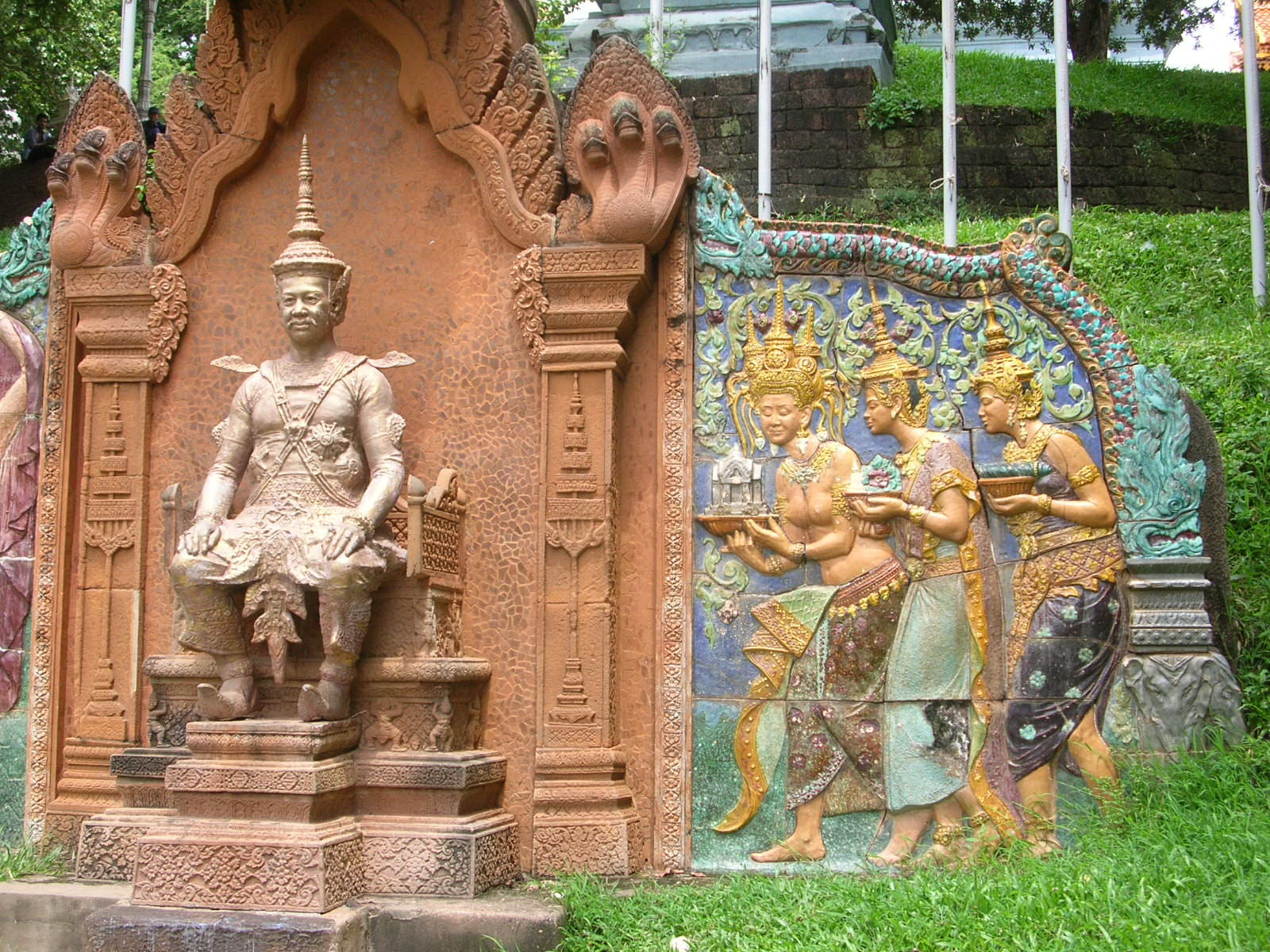
Monument från 1907 för minnet av när Frankrike återbördade provinserna Banteay Meanchey, Battambang och Siem Reap från Thailand till Sisowath.